# Monika Nabiałek
Monika Nabiałek (ur. 1 kwietnia 1986) – polska lekkoatletka, płotkarka.

## Kariera
Zawodniczka klubów: MKS-MOS Wrocław (201-2005), AZS-AWF Wrocław (2006-2009). Wicemistrzyni Polski w biegu na 100 metrów przez płotki (2007) oraz dwukrotna młodzieżowa wicemistrzyni Polski w tej konkurencji (2007 i 2008). Brązowa medalistka halowych mistrzostw Polski w biegu na 60 metrów przez płotki (2006). Rekord życiowy w biegu na 100 metrów przez płotki: 13,60 (2008).